# Балакирево (Мордвиновский сельский округ)
Балакирево — село в Ярославском районе Ярославской области России, входит в состав Курбского сельского поселения; в рамках административно-территориального устройства включается в Мордвиновский сельский округ. 

## География
Расположено на берегу речки Ширинка в 8 км на северо-запад от центра поселения села Курба и в 35 км на запад от западной границы города Ярославль.

## История
Церковь Михаила Архангела в селе построена в 1797 году на средства прихожан и заключала в себе два престола: св. Архистратига Михаила и св. чудотвор. Николая.
В конце XIX — начале XX село входило в состав Курбской волости Ярославского уезда Ярославской губернии.
С 1929 года село входило в состав Дряхловского сельсовета Ярославского района, с 1944 по 1957 год — входило в состав Курбского района, с 1954 года — в составе Мордвиновского сельсовета, с 2005 года — в составе Курбского сельского поселения.

## Население
| 1859 | 2007 | 2010 |
| ---- | ---- | ---- |
| 37   | ↘5   | ↘0   |

## Достопримечательности
В селе расположена недействующая Церковь Михаила Архангела (1797).